# Paule Marshall
Paule Marshall (született Valenza Pauline Burke) (New York-Brooklyn, 1929. április 9. – Richmond, Virginia, 2019. augusztus 12.) amerikai író.

## Életútja
1929. április 9-én Brooklynban született Sam Burke és Adriana Viola Clement Burke gyermekeként. Apja 1919-ben hagyta el Barbadost és New Yorkban telepedett le, majd Marshall gyermekkorában elhagyta a családot és egy vallási szektához csatlakozott.
1950-es évek elején a Brooklyn Főiskolán és a Hunter Főiskolán irodalmat tanult. 1955-ben a Hunterben szerzett diplomát. A főiskolai után az Our World számára írt. Pályája elején verseket írt, de később visszatért a prózához, debütáló regényét Brown Girl, Brownstones címen 1959-ben adták ki. Több amerikai egyetemen tanított, a New York-i Egyetemen tanszékvezetői posztot töltött be.
Az afro-amerikai irodalom egyik jelentős szerzője. Műveinek fontos témája a karibi afrikai népek kulturális eredete.
1950-ben házasságot kötött Kenneth Marshall pszichológussal, majd 1963-ban elváltak. Az 1970-es években Noitry Menard, haiti üzletemberrel kötött házasságot.

## Művei
- Brown Girl, Brownstones (1959, Random House)
- Soul Clap Hands and Sing (1961, Atheneum, négy rövidregény)
- The Chosen Place, the Timeless People (1969, Harcourt)
- Reena and Other Stories (1983, The Feminist Press at CUNY)
- Praisesong for the Widow (1983, Putnam)
- Merle: A Novella, and Other Stories (1985, Virago Press)
- Daughters (1991, Atheneum)
- The Fisher King: A Novel (2001)
- Triangular Road: A Memoir (2009, Basic Civitas Books)